# Matriarcato

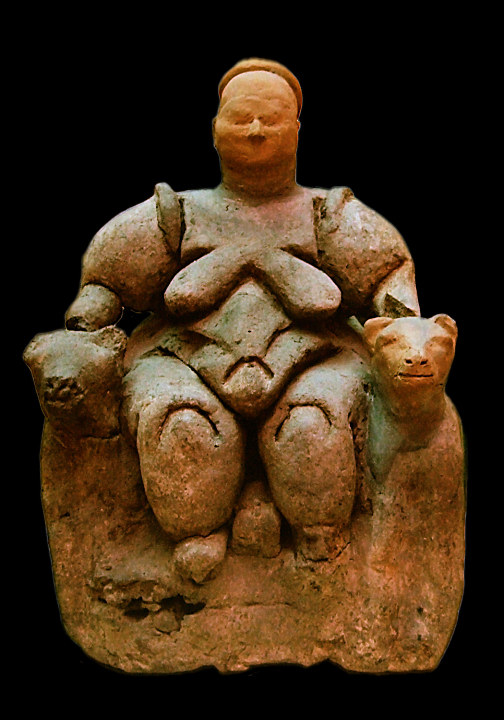
Donna seduta fra due leopardi. Reperto del Neolitico (6000-5500 a.C. ca.) rinvenuto a Çatalhöyük in Turchia

Il matriarcato, dal latino mater (madre) e dal greco -άρχης, derivato di ἄρχω ("essere a capo", "comandare") nella sua definizione più generale, è un'organizzazione sociale nella quale le donne occupano le principali posizioni di potere.
In genere, il matriarcato è visto come antonimo al concetto di patriarcato, in cui l'autorità è detenuta da un patriarca. Tuttavia, le definizioni sono molto cambiate a seconda di modelli teorici diversi nel tempo.
Fino al XIX secolo, con "matriarcato" si è inteso parlare di ginecocrazia (in greco, "governo delle donne"), una forma di governo nella quale il potere politico-economico è demandato alla madre più anziana della comunità e, per estensione, a tutte le donne. A partire dalla metà del XX secolo questa visione è stata abbandonata: infatti, secondo le ricerche antropologiche più recenti, il matriarcato inteso come ginecocrazia non è mai esistito.
Gli antropologi attualmente preferiscono parlare di società matrilineari e matrilocali.

## Terminologia

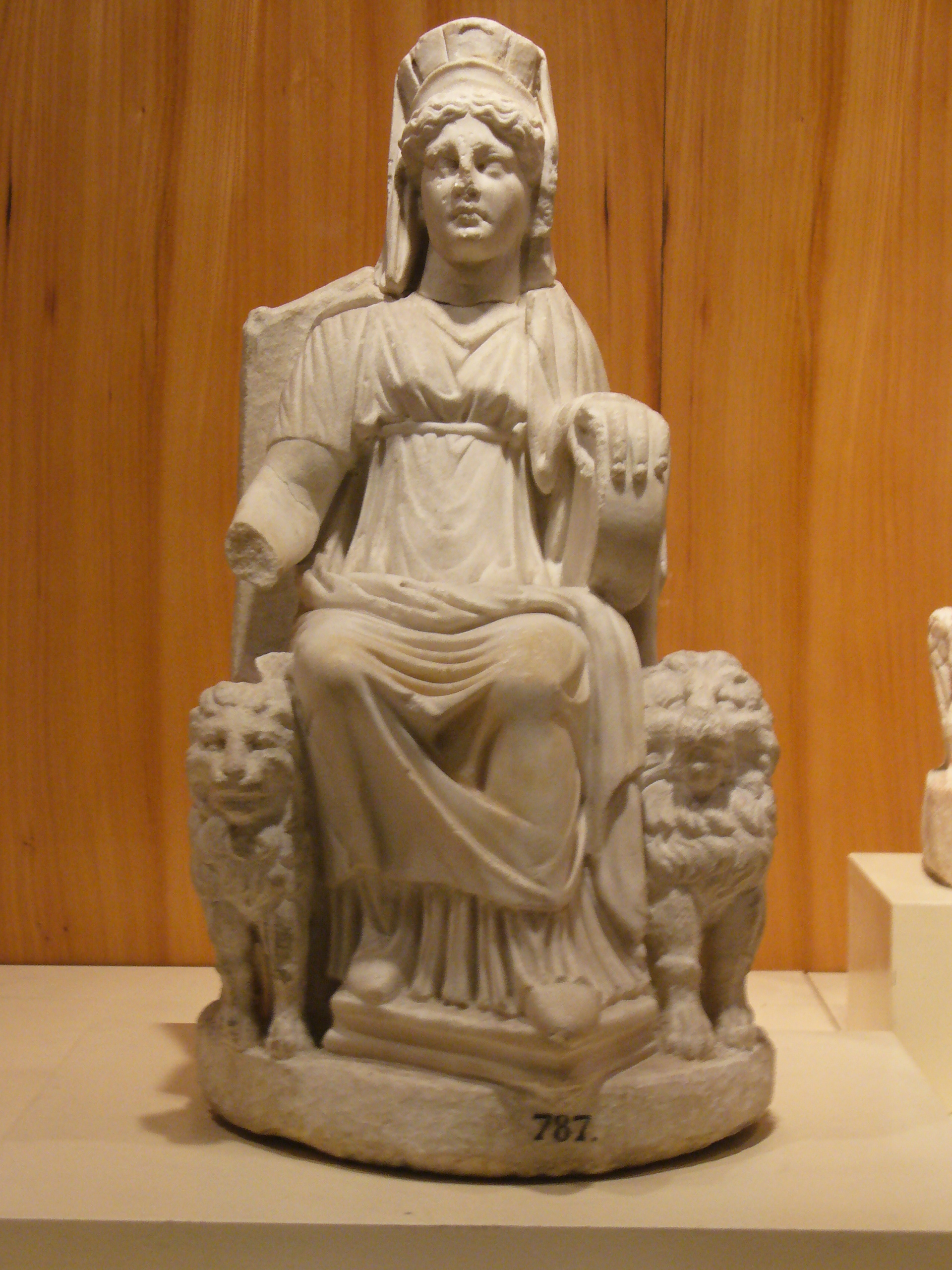
La dea Cibele fra due leoni, Musei archeologici di Istanbul in Turchia

Marija Gimbutas, che ha studiato approfonditamente l'ipotesi di un matriarcato nella Preistoria, ha rigettato l'idea che nel Neolitico il genere femminile avesse sopraffatto il genere maschile. Per descrivere l'organizzazione sociale del Neolitico ha coniato il termine gilania. In una società gilanica, non ci sarebbe stato un genere dominante, bensì una certa parità fra i sessi.
La parola ginecocrazia è derivata dal greco antico γυνή gynḕ, "donna" e κράτος, krátos, "potere". La parola è adoperata da Aristotele nel libro Politica per descrivere la costituzione della città di Sparta. Aristotele è noto per essere uno dei grandi teorizzatori della subalternità della donna nell'antica Grecia e critica la ginecocrazia spartana come un elemento portatore di caos. Nel XIX secolo, Johann Jakob Bachofen recuperò questa parola per ipotizzare che la ginecocrazia fosse in realtà la prima forma di governo delle società umane. A partire dalla metà del XX secolo questa visione è stata abbandonata.
Per molto tempo, il matriarcato è stato assimilato alla matrilinearità, per la quale le linee ereditarie seguono l'ascendenza materna anziché paterna. Attualmente si preferisce distinguere queste due nozioni. La matrilinearità è diffusa anche nelle società patriarcali, in quanto si presume che l'identità della madre di un neonato è sempre sicura, mentre quella del padre no. Per esempio, la cultura ebraica è patriarcale, ma tradizionalmente si considera ebreo chi nasce da madre ebrea.
La matrilocalità si riferisce al fatto che gli sposi restano a vivere presso i genitori della moglie e non del marito, come avviene invece nelle società patrilocali. In realtà, nelle società matrilocali più tradizionali, nessuno abbandona mai la famiglia di origine, nemmeno per comporre una famiglia: gli uomini vanno a trovare le loro partner di notte. I figli che nascono da questi incontri notturni non sanno chi sia il loro padre biologico e hanno come figura maschile di riferimento uno zio materno, cioè un fratello della madre. Questa organizzazione sociale è quella usata fino agli anni 1990 dai Naxi in Cina. Nelle società matrilocali che subiscono pressioni esterne, l'uomo esce dalla famiglia d'origine per comporre una coppia, ma vivrà nella casa della moglie.
Secondo l'antropologo francese Pascal Picq, il matriarcato si accompagnerebbe necessariamente di matrilinearità e matrilocalità. Un'ipotetica società dove le donne avrebbero tutti i poteri, ma con una successione patriarcale e patrilocale, sarebbe etichettabile come ginocrazia.

## Mitologia

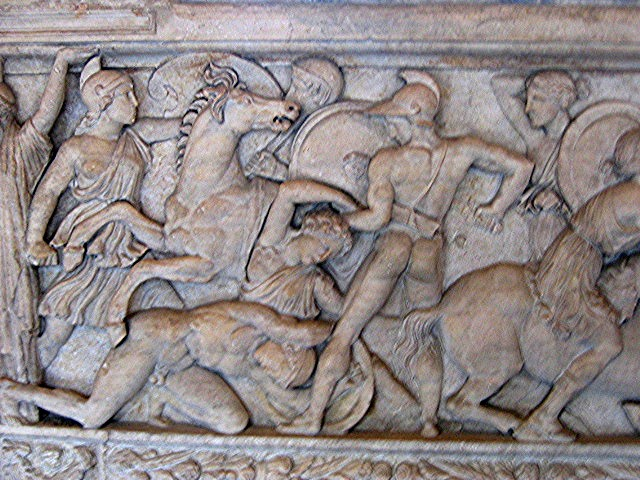
Combattimento fra Amazzoni e Greci, bassorilievo del 180 d.C. di Salonicco

Secondo gli antropologi, il mito è l'unico luogo dove si trovano esempi di ginecocrazia. Questo è il caso del mito greco antico delle Amazzoni. Secondo il mito, i riti religiosi delle Amazzoni indicavano un'autonomia della donna a rimanere in gravidanza e quindi a generare la vita, mentre la paternità non veniva tenuta in nessun conto. In Geografia XI.5.4-5, Strabone descrive il costume delle Amazzoni di compiere, ogni primavera, una visita nel territorio del popolo vicino dei Gargareni, i quali si sarebbero offerti per accoppiarsi ritualmente con le donne guerriere affinché potessero generare dei figli.
L'incontro sarebbe avvenuto in segreto, nell'oscurità, affinché nessuno dei due amanti potesse conoscere l'identità dell'altro. Secondo Plutarco la stagione degli accoppiamenti dura due mesi, ogni anno, dopodiché le Amazzoni fanno ritorno nei loro territori.. Sempre secondo il mito, la sorte della prole muta a seconda del sesso del nascituro. I maschi, secondo Strabone, sarebbero rimandati dai Gargareni, e ogni gargareno adulto adotta un bambino senza sapere se sia o meno suo figlio; le femmine, invece, rimangono con le madri e vengono allevate ed educate secondo i loro costumi e istruite, in particolare, alle tecniche di caccia e di guerra.
Le donne guerriere venivano tradizionalmente governate da due regine, una della pace (politica interna) e una della guerra (politica "estera"). Tra le regine più conosciute si ricordano Talestri, Mirina, Ippolita, Antiope, Melanippe e Pentesilea. Sulla base delle fonti classiche, le Amazzoni sarebbero vissute nella parte più settentrionale della Sarmazia asiatica.
I Greci consideravano le Amazzoni un popolo barbaro e nemico: in effetti, per una mentalità misogina come quella greca antica, l'esistenza di donne guerriere era una forma di mondo alla rovescia. In Iliade III.188-190, Priamo ricorda di aver combattuto le Amazzoni come alleato di Otreo e Migdone, due sovrani della Frigia (Turchia nord-occidentale). Le Amazzoni, ricorda Priamo, erano «ὰντιάνεραι» (eguali ai maschi, forti come i maschi), ma non erano numerose come gli Achei.

## L'ipotesi preistorica

### Ipotesi preistorica del XIX secolo
Secondo alcuni, a partire dalle ipotesi avanzate da Johann Jakob Bachofen nel suo saggio Il matriarcato del 1861, il matriarcato fu l'organizzazione originale dell'umanità, e solo successivamente questa venne sostituita dal patriarcato. Bachofen usava volentieri la parola ginecocrazia che proviene dall'uso antico. James George Frazer nel suo libro Il ramo d'oro (1890), Lewis Henry Morgan e Robert Briffault hanno pure sostenuto questa ipotesi. In particolare Lewis Henry Morgan ebbe la possibilità di frequentare da vicino le comunità irochesi.
Karl Marx lesse Lewis Henry Morgan e più tardi basandosi proprio sugli appunti di Marx, Friedrich Engels teorizzò un comunismo delle origini nel suo volume L'origine della famiglia, della proprietà privata e dello Stato.
L'ipotesi del matriarcato come reale forma di governo delle comunità umane primitive si poggiava sul fatto che nella storia comparata delle religioni risultano divinità femminili molto importanti, con culti relativi come quelli delle Dee Madri, anche personalizzate in dee come (Astarte, Tanit, Cibele, ecc.). Tali culti erano diffusi specialmente nel Mar Mediterraneo centro-orientale, e la grande madre simbolicamente era identificata con la terra che porta frutti.
Tali tesi ritenevano reale il matriarcato durante la Preistoria, riconoscendo l'esistenza di un capo supremo donna e, in generale, delle donne come capi-famiglia. All'uomo sarebbero state demandate le funzioni pratiche di sussistenza (approvvigionamento, caccia - funzioni "esterne" all'aggregato sociale, alla caverna), alla donna si sarebbe invece delegata l'organizzazione sociale ("funzione interna").
L'ipotesi del matriarcato primitivo era collocata in tempi più antichi di quelli in cui si è istituita l'agricoltura (che ha portato il patriarcato) e da riferirsi alle epoche della sussistenza per "caccia e raccolta", con la seconda costituente la fonte principale delle derrate alimentari.

### La ricerca nel XX secolo
L'ipotesi dell'esistenza reale di società matriarcali nella Preistoria è stata rigettata nel XX secolo, come una forma di mitologia scientifica. Secondo Meret Fehlmann, l'ipotesi è stata definitivamente abbandonata dagli antropologi negli anni 1960 e secondo Ilse Lenz, negli anni 1970 anche dall'etnografia di stampo femminista Negli anni 1990 Stella Georgoudi argomentava che il matriarcato inteso come governo delle donne non è mai esistito. 
L'antropologa francese Françoise Héritier ribadisce lo stesso concetto in un'intervista al quotidiano Le Figaro:
(Françoise Héritier, Intervista a Le Figaro, 2011)
Nel 2023, Christian Darmangeat torna a dire che non sono noti esempi di società realmente esistenti o esistite in cui sia in vigore un matriarcato nel senso di ginecocrazia, cioè dove le donne esercitano il potere a discapito degli uomini. Se in passato si parlava di società "matriarcali", oggi gli antropologi parlano generalmente di società matrilineari e matrilocali.
All'interno di una società matrilineare e matrilocale, la figura maschile di protettore ed educatore della prole coincide spesso con lo zio materno, cioè con un fratello della madre. Si parla di avunculato e di società avunculate.
Il linguista francese André Martinet ispirandosi esplicitamente al lavoro di Marija Gimbutas, offre questa sintesi:
Il fatto che non fosse importante conoscere l'identità del padre biologico implica con tutta probabilità che nelle società del Paleolitico non esistesse l'istituto del matrimonio: una "società senza matrimonio" è stata osservabile fino a tempi recentissimi fra i Naxi, in Cina.
L'istituto dell'avunculato invece sopravvive anche in società patriarcali, come l'antica Grecia.

### Veneri paleolitiche

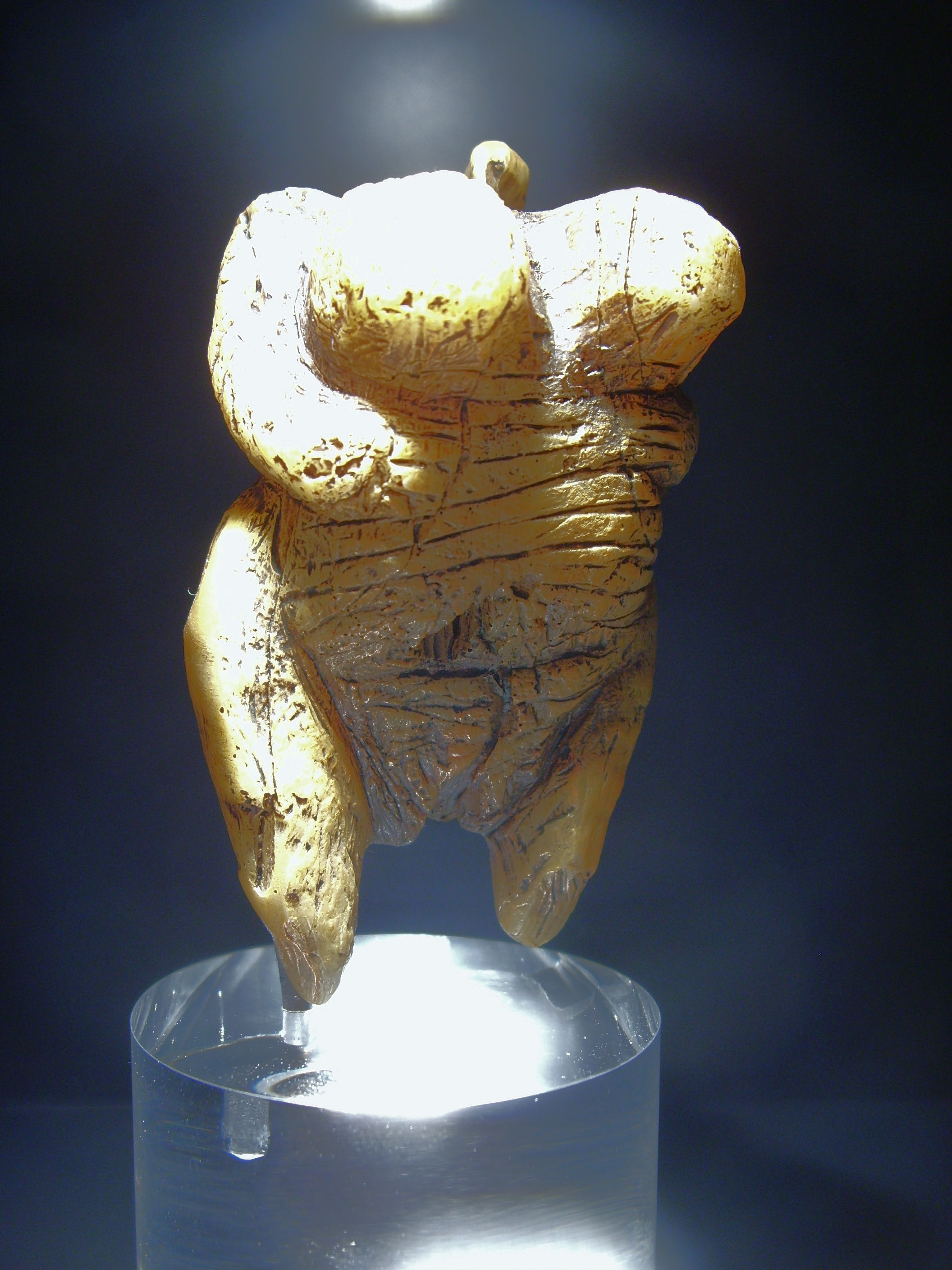
Venere di Hohle Fels, reperto del Paleolitico: è datata fra i 40.000 e i 35.000 anni fa ed è la più antica rappresentazione conosciuta del corpo umano

L'archeologia fornisce buon saggio dell'antichità dei culti femminili: sono davvero numerose le cosiddette Veneri paleolitiche, ossia statuette (anche in forma di betili o di rocce lavorate) databili ad almeno 40.000 anni fa; queste raffigurazioni, laddove prive di una caratterizzazione di sesso, riproducono comunque archetipi di fertilità (seni e fianchi enfatizzati). Le prime raffigurazioni maschili risalgono a diversi secoli dopo.
Il motivo per cui queste "veneri" sono state realizzate resta ipotetico: mentre alcuni ritengono che queste statuine vadano interpretate come raffigurazioni realistiche della femminilità dell'epoca (così la steatopigia resta una caratteristica di Ottentotti e Boscimani), secondo altri tali raffigurazioni corrispondono alle prime speculazioni intorno al rapporto tra natura e vita: l'osservazione del ciclo delle stagioni suggerì che la vita stessa era legata ad un ciclo. Essendo la donna origine della vita del figlio, si sarebbe sviluppato un culto della Dea Madre.. Un'ipotesi ulteriore è quella di Marija Gimbutas, che considerò globalmente questa produzione dal Mediterraneo all'Europa centrale e orientale e dal Paleolitico superiore all'età del bronzo, e la considerò espressione di una Grande Dea con diverse manifestazioni che includono non solo la figura della Dea Madre collegata al ciclo della Vita, ma anche altre figure sovrapponibili al ciclo della Morte.
Queste ipotesi, formulate col metodo deduttivo su un'esigua base d'indagine, si articolano di molte teorizzazioni, ma sostanzialmente pensano alla possibilità di nuclei associati preistorici denotati da una figura femminile stabile nel centro geografico di aggregazione del nucleo sociale, mentre il maschio avrebbe avuto funzioni cercatorie, esplorative e all'occorrenza di difesa.

### Il Neolitico: passaggio al patriarcato

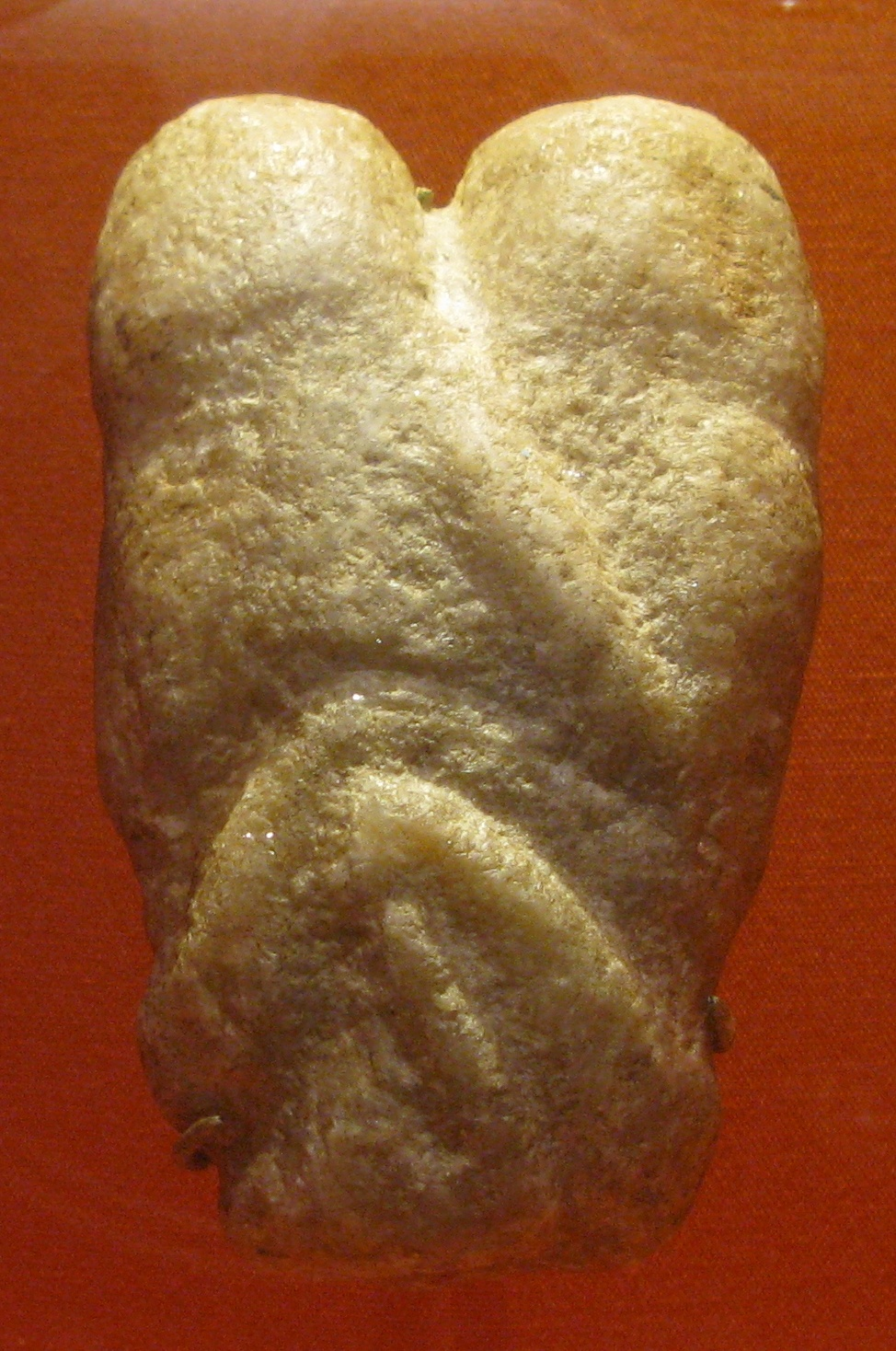
Gli amanti di Ain Sakhri, ritrovamento del Neolitico è considerato la più antica rappresentazione conosciuta di due persone impegnate in un rapporto sessuale

Secondo gli antropologi, il Neolitico è stato il momento in cui gli umani hanno smesso di procacciarsi da vivere solo raccogliendo frutta e cacciando animali, e hanno iniziato a seminare e coltivare piante. Si presume che questo passaggio culturale sia il momento in cui gli umani si sono resi conto che esisteva un collegamento causale fra il rapporto sessuale e la gravidanza della donna.
Il Neolitico è quindi l'epoca in cui si afferma la figura del padre, ed è anche l'epoca in cui si afferma un'organizzazione sociale patriarcale. In effetti, gli antropologi collegano il patriarcato alla richiesta dell'uomo di avere il controllo sulla propria discendenza. L'istituto del matrimonio nasce in questo contesto.
Il linguista francese André Martinet riassume la questione in questi termini:
Fra i primi a studiare nel dettaglio il passaggio al patriarcato durante il Neolitico fu la studiosa lituana Marija Gimbutas. L'elemento che ha introdotto il patriarcato nell'Europa antica fu l'arrivo dal Caucaso, in tre ondate successive, dei popoli indoeuropei.
     Prima ondata (4400 a.C.-4300 a.C.)
     Seconda ondata (3500 a.C.-3000 a.C.)
     Terza ondata (3000 a.C.-2800 a.C.)

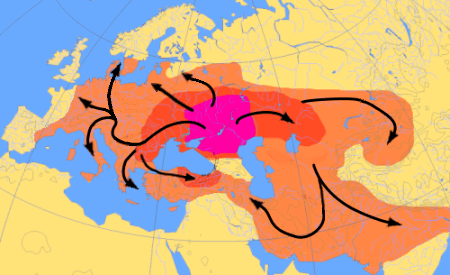
Espansione dei popoli indoeuropei secondo la teoria kurganica, suddivisa in ondate:
Prima ondata (4400 a.C.-4300 a.C.)
Seconda ondata (3500 a.C.-3000 a.C.)
Terza ondata (3000 a.C.-2800 a.C.)

Marija Gimbutas ha vagliato le testimonianze delle culture materiali dell'Est europeo, identificando gli indoeuropei con una cultura guerriera dell'età del rame (circa dal 4000 al 2000 a.C.) proveniente da una zona tra il Volga e il Dnepr). Gimbutas chiama questa cultura "kurgan", in quanto usava delle grandi sepolture a tumulo ("tumulo" si dice appunto kurgan in russo e in ucraino). In questi tumuli, venivano seppelliti i capi della comunità, ma la caratteristica principale dei kurgan è che insieme ai capi, venivano seppellite anche le loro mogli e i loro schiavi, con delle modalità che fanno pensare a un sacrificio umano.
L'ipotesi di Gimbutas, secondo cui Protoindoeuropei provenivano dal Caucaso, è basata su ricostruzioni linguistiche e archeologiche, ed è stata definitivamente provata dalla paleogenetica.
Secondo Gimbutas, le culture pre-indoeuropee del Neolitico avevano una concezione più egualitaria, in quanto le tombe sono singole, quindi ciascuno veniva seppellito da solo. Inoltre, non si riscontrano testimonianze di armi da guerra e di fortificazioni. Ragion per cui Gimbutas ipotizzò che i popoli pre-indoeuropei non attraversassero i conflitti che caratterizzavano invece i popoli protoindoeuropei:
(Marija Gimbutas)
Migrando dalla steppa pontico-caspica, le popolazioni indoeuropee si sarebbero sovrapposte alle popolazioni neolitiche preindoeuropee, come élite guerriere tecnicamente più avanzate, imponendo alle popolazioni sottomesse la loro lingua, la loro struttura sociale e la loro religione.
Tuttavia, studi più recenti ipotizzano che una prima suddivisione dei ruoli per genere fosse già iniziata all'epoca delle migrazioni dei Protoindoeuropei e che si fosse accompagnata alla diffusione dell'agricoltura durante le prime fasi del Neolitico

### Gilaniapre-indoeuropea
Riguardo alla struttura di potere delle società primitive, Marija Gimbutas, insoddisfatta del termine "matriarcato", aveva preferito coniare il termine gilania. Secondo quest'ipotesi, le popolazioni che abitavano anticamente l'Europa non prevedevano la sopraffazione di un genere sull'altro, ma erano organizzati con un sistema "gilanico", cioè di sostanziale parità.
Questa ipotesi è stata accolta con un certo scetticismo, come mostra questa sintesi di Eva Cantarella:
(Eva Cantarella)

### Creta minoica

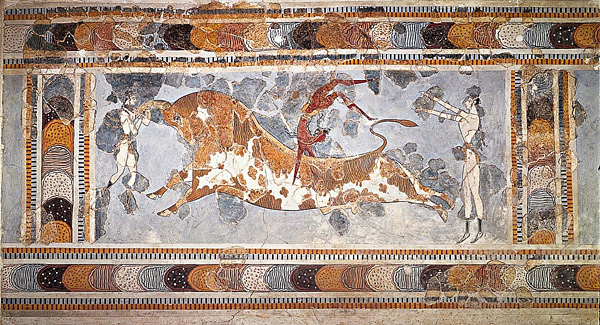
L'affresco della taurocatapsia nel Grande Palazzo a Cnosso, Creta. Le figure umane a sinistra, sopra e a destra mostrano le tre fasi del salto. I tre "saltatori" sono due donne (ai lati) e un uomo (al centro).

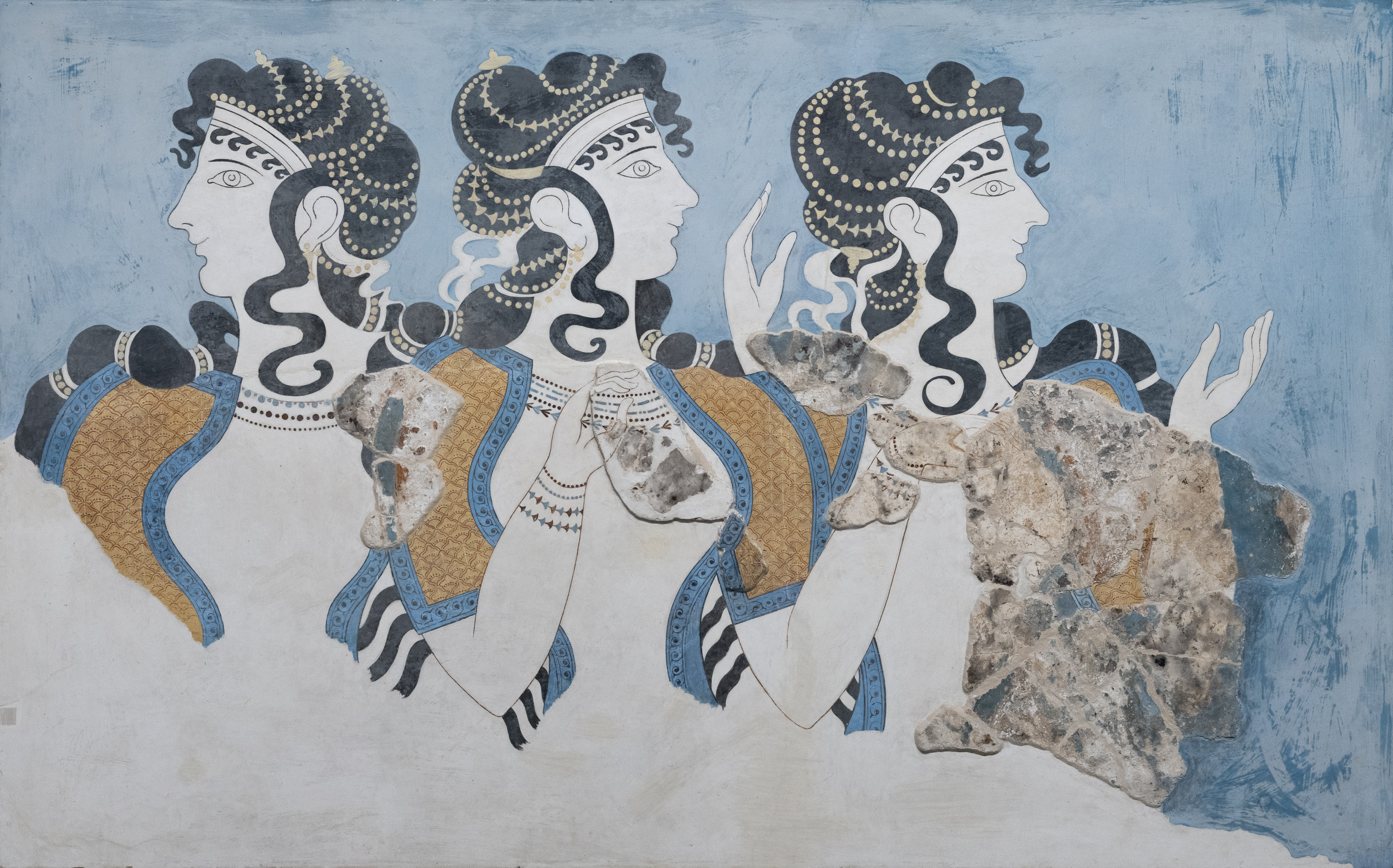
Affresco minoico che rappresenta tre donne, probabilmente tre regine

La civiltà minoica a Creta è considerata come uno degli esempi di cultura gilanica pre-indoeuropea.
Si tratta di una cultura pre-indoeuropea dell'età del bronzo sorta sull'isola di Creta approssimativamente dal 2700 a.C. al 1400 a.C. (successivamente, divenne dominante la cultura greca micenea di tipo indoeuropeo).
La religione minoica era incentrata su divinità femminili, con officianti femminili.. Le statue delle sacerdotesse nella cultura minoica e gli affreschi mostranti uomini e donne partecipanti agli stessi esercizi ginnici come la taurocatapsia, condussero alcuni archeologi a credere che l'uomo e la donna tenessero uno status sociale uguale. L'eredità si è supposto fosse stata matrilineare.
Costruzioni con molte stanze vennero scoperte anche nelle aree ‘povere’ della città, rivelando così un'uguaglianza sociale e anche una distribuzione della ricchezza.
Intorno al 1420 a.C., o comunque all'incirca negli anni compresi tra il 1450 a.C. ed il 1400 a.C., tardo minoico II, dovette aver luogo un'invasione da parte di popoli greci, che fece entrare Creta nella sfera d'influenza della civiltà micenea.

## Matrilinearità e matrilocalità

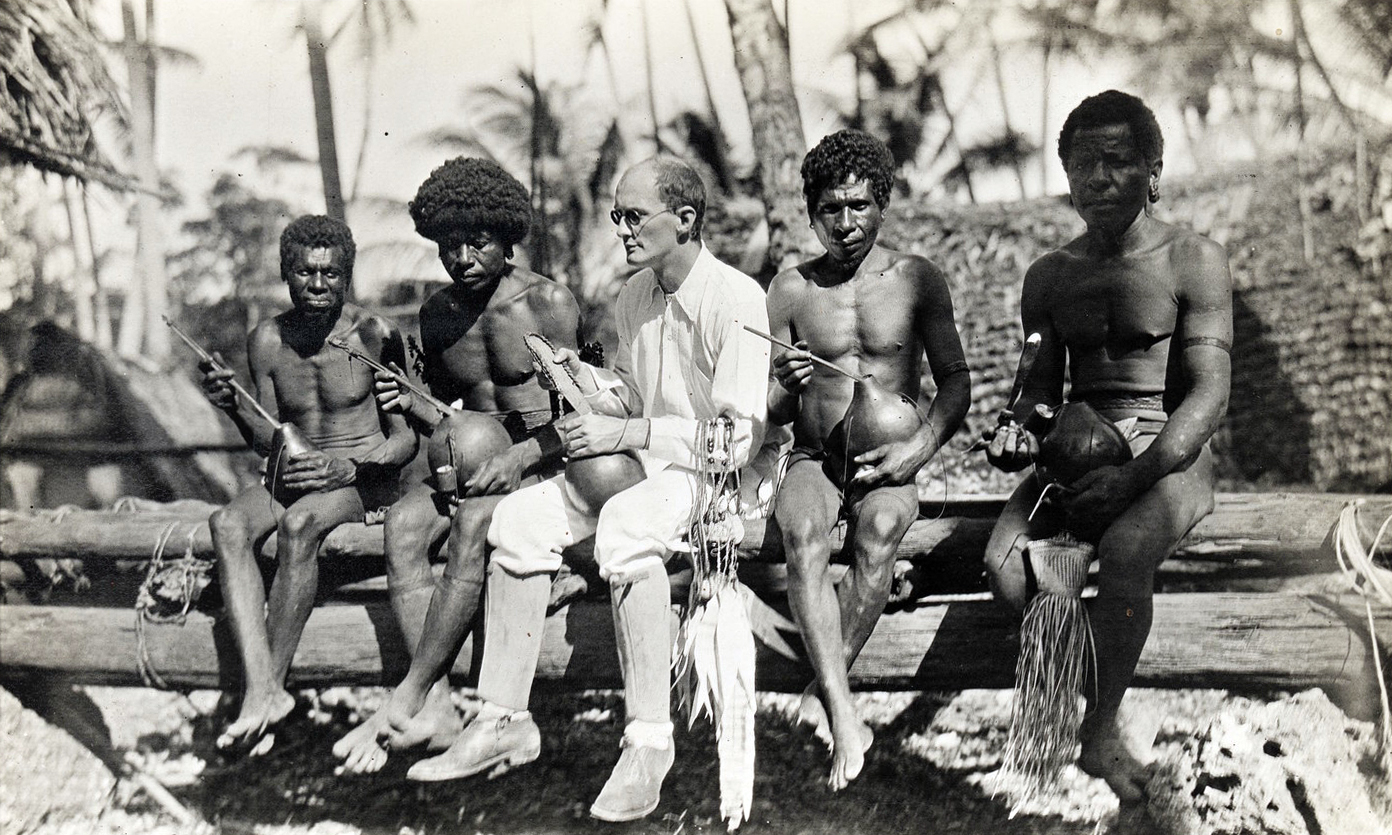
Bronislaw Malinowski con alcuni abitanti delle isole Trobriand

L'etnografo Bronisław Malinowski, dalla London School of Economics, ha vissuto tra gli aborigeni delle isole Trobriand (Kiriwina) e ha studiato la loro società nel 1914-1918, definendola matriarcale e matrilineare Studiando diverse tribù del Pacifico occidentale e utilizzando il metodo del confronto, Malinowski ha dato conferme di un'idea di Lewis Morgan che il matriarcato fosse pratica comune in molte società tribali. Le popolazioni delle isole Trobriand mantengono questa struttura. 
Ci sono ancora oggi alte società che continuano a mantenere le caratteristiche matriarcali come la Tuareg, Irochese, il Minangkabau in Indonesia o in alcune popolazioni come quelle delle isole Comore. Cultura matriarcale nel popolo Tigrini in Eritrea e nella Regione dei Tigrè (Etiopia),  l'indiano Kerala, i Khasi in India, i Jaintia dello Stato autonomo Meghalaya sempre nel nord-est dell'India.

### Società matrilocali
La matrilocalità sembra una caratteristica delle società in cui il ruolo delle donne non è subordinato a quello dell'uomo. È il caso degli Irochesi e dei Naxi.

#### Irochesi

Bandiera della Confederazione irochese

Gli irochesi sono un popolo autoctono dell'America del nord. Sono descritti come una società matrilineare e matrilocale.
Il ruolo della donna fra gli irochesi ci è noto grazie alle testimonianze dei missionari gesuiti. Jean de Brébeuf (1593-1649) fu tra i primi a notare la grande importanza della madre nelle famiglie irochesi. Jérôme Lalemant osservò che una donna irochese poteva far divorziare sua figlia dal genero, se quest'ultimo non si comportava bene. I gesuiti che invitavano i giovani maschi a entrare in seminario dovevano chiedere l'autorizzazione della loro madre.
La Confederazione Irochese mantenne il sistema dei clan, la cui appartenenza si basava sulla matrilinearità, già in uso nelle cinque tribù. Periodicamente la Lega teneva un consiglio delle tribù, costituito da cinquanta capi chiamati sachem, che venivano nominati dalle donne (matrone) di quei clan in cui queste funzioni erano ereditarie, così come ereditari erano i nomi attribuiti ai capi. Dunque, sebbene la Lega avesse un governo composto esclusivamente da uomini, ciascun membro di quel governo era responsabile delle sue azioni verso le donne della propria famiglia.
Il consiglio non decideva a maggioranza, ma doveva discutere e mediare finché non si raggiungesse l'unanimità, successivamente le decisioni prese dovevano ottenere il consenso della popolazione..
Presso gli Irochesi, se si verifica un omicidio è previsto un risarcimento ai parenti della persona uccisa e il risarcimento è doppio se la persona uccisa è donna.

#### Naxi (Cina)

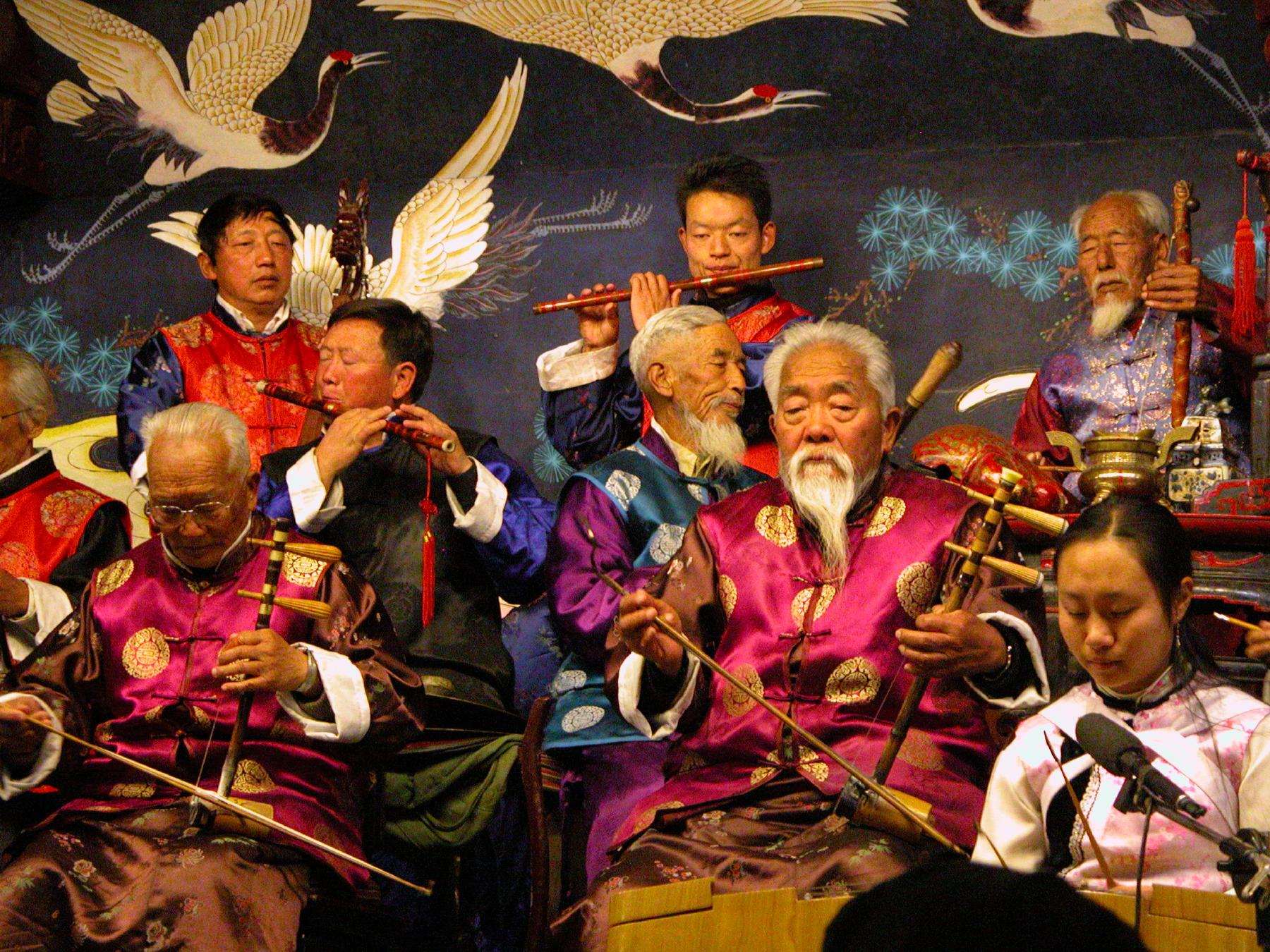
Orchestra Naxi a Lijiang. I Naxi sono tradizionalmente una cultura matrilineare e matrilocale

Secondo Cai Hua, ricercatore presso l'Accademia di Scienze Sociali dello Yunnan e poi ricercatore associato presso il CNRS di Parigi, tra il popolo Na è sopravvissuta fino a tempi recentissimi una società matriarcale nelle valli remote dello Yunnan, in Cina.
I Naxi del nord (regione di Yongning 永宁) sono noti per essere una società matrilineare e matrilocale, il che significa che la filiazione avviene attraverso la madre e che tutti i figli - maschi e femmine - vivono nella casa della madre, dalla nascita fino alla morte.
Non esiste matrimonio, cioè non esiste un riconoscimento istituzionale dell'unione tra individui. Le relazioni sessuali sono libere tra adulti non consanguinei: di notte, l'uomo si reca a casa della donna di un altro clan, con la quale desidera avere rapporti sessuali; la donna è libera di accettare o meno. Sia gli uomini che le donne possono avere più partner, con l'unico divieto che questo non può fare parte del proprio clan: in altre parole, c'è il tabù dell'incesto. Tradizionalmente, i bambini non sempre sanno chi sia il loro padre biologico e vengono cresciuti dagli abitanti della casa materna. Uno zio materno assume il ruolo di protettore ed educatore, che in Occidente è attribuito al padre. Questo fa dei Naxi una società avunculata.
Queste usanze derivano in parte dalle credenze dei Naxi, che presentano l'uomo come la "pioggia sull'erba": l'uomo cioè serve a far germinare un seme che è già presente. Secondo i Naxi i tratti ereditari sono contenuti nelle ossa delle donne e sarebbe la dea Abaogdu a mettere i semi nel loro grembo, non il "visitatore furtivo" notturno.
Secondo Christian Demoulin, la dea Abaogdu ha la stessa funzione della divinità maschile delle società patriarcali, cioè rappresenta simbolicamente la funzione generatrice, in questo caso della donna: "Ci rendiamo conto che il nostro concetto di Nome-del-Padre è etnocentrico, il che rende la sua legittimità discutibile. Aboagdu è infatti l'Altro della madre a cui viene attribuita la procreazione".
I Na avrebbero resistito all'amministrazione delle dinastie imperiali e al confucianesimo, nonché alle ingiunzioni del periodo maoista. Tuttavia, con il commercio di massa e l'apertura al turismo, le usanze sono cambiate, e dagli anni 1990 i Naxi si sono conformati al modello della famiglia nucleare e alla monogamia.

### Società matrilineari
La matrilinearità è compatibile con un'organizzazione sociale di tipo patriarcale.

#### Ebrei

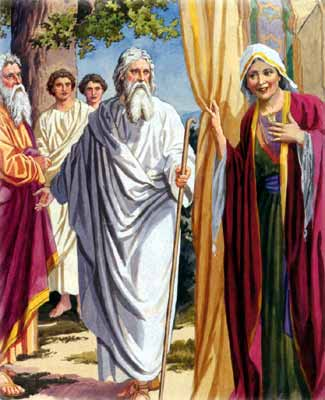
Abramo e Sara Sara è considerata una "matriarca" per la religione ebraica

Chi è ebreo? (in ebraico מיהו יהודי‎?, pronuncia:ˈmihu jehuˈdi) è una domanda basilare sull'identità ebraica e considera il problema dell'auto-identificazione dell'ebreo. La domanda si rivolge alle caratteristiche ebraiche che si focalizzano sulla cultura, religione, genealogia e società, nonché sulla dimensione personale e familiare che costituisce l'ebreo come tale. Oggigiorno ha rilevanza nel contesto del fenomeno dell'immigrazione nel moderno Stato d'Israele secondo la legge del ritorno. Ci sono differenze di opinione tra i vari rami dell'ebraismo nell'applicazione di tale definizione.
Per la Mishnah, fonte primaria dell'halakhah, la condizione dei figli di matrimoni misti è determinata per via matrilineare. Secondo lo storico Shaye J. D. Cohen, nel Tanakh lo status della prole di matrimoni misti veniva invece determinato patrilinearmente. Cohen fornisce due spiegazioni possibili per tale cambiamento del periodo mishnaico: in primo luogo, la Mishnah potrebbe aver applicato ai matrimoni misti la stessa logica seguita per altre mescolanze (kilayim), quindi il matrimonio misto veniva vietato - così come l'unione di un cavallo con un'asina - e in tali unioni la prole era giudicata matrilinearmente; in secondo luogo i saggi Tannaim potrebbero aver subito l'influenza dal diritto romano, che affermava che quando un genitore non poteva contrarre un matrimonio legale, la progenie seguiva la madre (Mater semper certa est).. 
L'ebraismo riformato e ricostruzionista spesso accettano un bambino come ebreo anche se solo il padre lo è. Poiché le varie denominazioni dell'ebraismo differiscono nei loro procedimenti di conversione, le conversioni effettuate da denominazioni più liberali non sono accettate da quelle ortodosse.
Nella cultura ebraica, le Matriarche sono le mogli dei Patriarchi biblici:
- Sara, sposa di Abramo;
- Rebecca, sposa di Isacco;
- Lia e Rachele, spose di Giacobbe.

#### Berberi e Tuareg

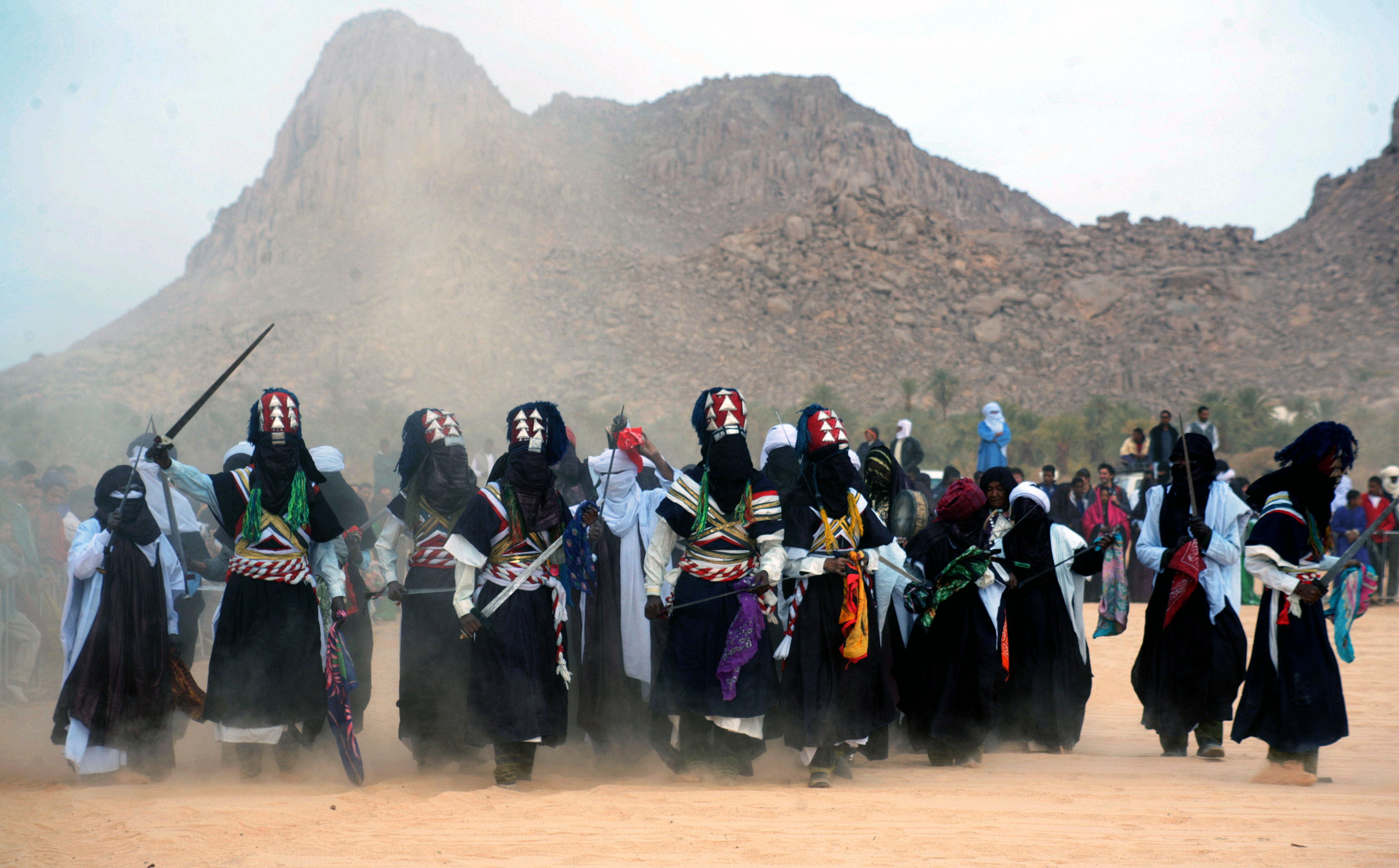
I Tuareg sono una società matrilineare e patrilocale

Nella cultura berbera esiste una certa suddivisione dei ruoli, per cui tradizionalmente, gli uomini si occupano del bestiame e migrano seguendo il ciclo naturale del pascolo, alla ricerca di fonti d'acqua e di riparo. Questo assicura un'abbondanza di lana, cotone e piante per la tintura dei tessuti. Da parte loro, le donne si occupano dei beni della famiglia e realizzano oggetti di artigianato, prima per uso personale e poi per la vendita nei souk locali. Durante il Medioevo, diverse donne avevano il potere di governare, come la regina Dihya "Kahina" nell'Aurès (dove oggi vivono i Chaouis), Tin Hinan mitica regina fondatrice dei tuareg nell'Hoggar, Chemci  della tribù Aït Iraten in Cabilia, Fatma Tazoughert nell'Aurès. Lalla Fatma N'Soumer della regione della Cabilia combatté contro i francesi.
I tuareg sono una popolazione berbera dell'Africa del Nord. Essi sono nomadi e hanno mantenuto alcune usanze di una cultura pre-islamica di tipo matriarcale. L'origine dell'Amenukal, capo dei tuareg viene fatta risalire a Tin Hinan, mitica regina fondatrice dei tuareg e secondo alcuni avrebbe avuto una linea dinastica matrilineare. Nella vita quotidiana, la donna sceglie il suo sposo e la successione è matrilineare. Quando una coppia si sposa, vengono costruite delle tende che appartengono alla donna, ma sono poste presso il luogo di provenienza dell'uomo. In caso di divorzio, la tenda rimane alla donna. Dunque quella dei Tuareg è riconosciuta come società matrilineare, ma patrilocale.
Musa ag Amastan capo tuareg fu allevato dal suo zio materno.

#### Kerala (India)
Lo stato indiano di Kerala ha un sistema di successione matrilineare ("Marumakkathayam"), che fa sì che le donne godano tradizionalmente di uno status più elevato rispetto a quello delle altre regioni dell'India. Il rapporto di "gap di genere" a Kerala è il più favorevole di tutta l'India

#### Khasi (India)
I Khasi sono un gruppo etnico della Meghalaya nell'India nord-orientale. La popolazione khasi comprende una serie di clan matrilineari i cui membri si considerano discendenti di un'antenata comune (khur). I membri di un khur condividono lo stesso luogo di sepoltura, in cui vengono seppellite le ossa di tutti i morti. L'unità di discendenza più importante è lo iing. Questo ha una continuità verticale senza estendersi nelle aree collaterali. L'insediamento di una nuova casa da parte di una donna khasi con il marito implica la creazione di un nuovo iing, separato dal suo iing natale non solo in termini residenziali ma anche sociologici.

#### Minangkabau
I Minangkabau (in minangkabau: Urang Awak) sono un gruppo etnico che per lo più abita la costa occidentale di Sumatra. Sono considerati il gruppo etnico più popoloso al mondo con un sistema di successione matrilineare

## Etologia

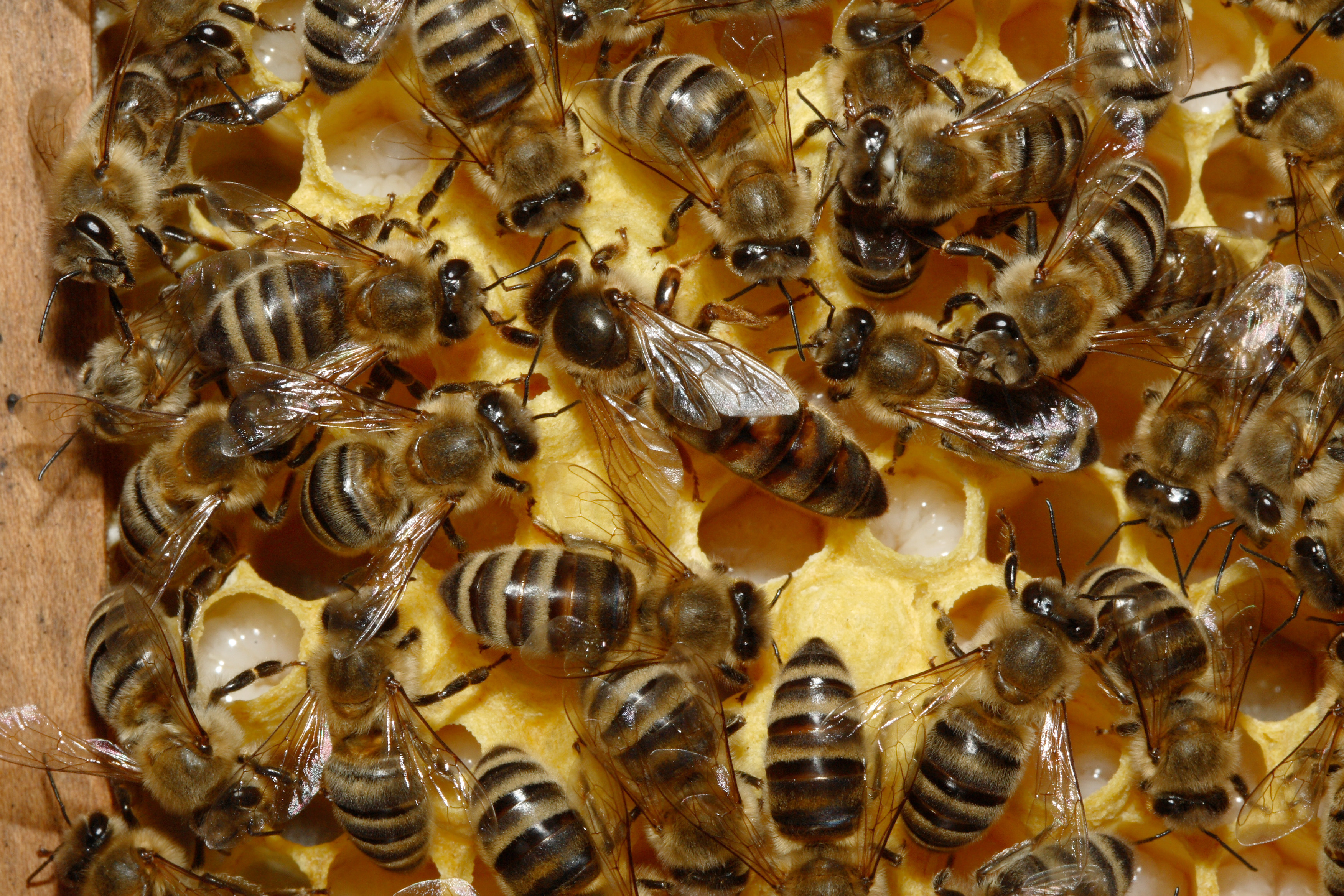
Ape regina con operaie

In etologia, il termine matriarca indica la femminina dominante. Tra gli animali sociali esistono varie forme di matriarcato, in cui al vertice c'è un esemplare di sesso femminile. Tra gli insetti quali api e formiche troviamo al vertice l'elemento che assolve al ruolo di "regina", mentre i maschi in genere contribuiscono alla riproduzione. Tra i mammiferi non è raro trovare branchi o mandrie il cui ruolo di riferimento è assolto da una o più femmine. Negli elefanti, ad esempio, la matriarca è la femmina più anziana, che ha la funzione di indicare le località migliori per il pascolo, mentre ai maschi spettano, tra tutti, i ruoli di sentinelle e di protettori della mandria.
Fra le specie animali che si organizzano intorno a una matriarca vi sono:
- api[53]: l'ape regina ha la funzione di generare nuove larve
- delfini
- elefanti[54]
- formiche: la formica regina è l'unico individuo della colonia che ha il compito di deporre le uova e forma nuove colonie
- iene macchiate africane[53]
- orche[53]
- scimmie bonobo[55]